# Praia do Góis
A Praia do Góis é uma pequena praia localizada no município brasileiro de Guarujá, São Paulo.
Com 250 metros de extensão é habitada basicamente por pescadores e está cercada por morros cobertos de mata atlântica. Trata-se de uma pequena praia de águas calmas. O acesso é feito por embarcação que sai da Ponte Edgard Perdigão (Santos) ou por trilha a partir da Praia de Santa Cruz dos Navegantes. Através de trilhas, pode-se alcançar a Praia do Sangava, situada na saída da Baía de Santos, no sudoeste da ilha, é uma praia totalmente deserta, com areia fofa e grossa, com mais de 300m de extensão. É uma praia de águas calmas e claras; o mar é sem correntes ou ondas, porém afunda rápido (de tombo). Nas pedras, há algumas piscinas naturais. O visual da praia é fantástico, com vegetação nativa e algumas pedras na areia que dão um toque primitivo na praia.
A praia do Góis possui uma rica história que ocorreu em dezembro de 1531, a expedição colonizadora chefiada por Martim Afonso de Sousa fundeia seus navios defronte à praia do Sol (praia do Góis), na Ilha de Santo Amaro, então só no dia seguinte ele atravessou o canal chegando assim em uma das extremidades da ilha (a Ponta da Praia), onde já existia um porto.
O fortim nela construída servia de apoio à Fortaleza de Santo Amaro da Barra Grande para evitar invasões e ataques ou até mesmo para não deixarem outras embarcações terem acesso ao canal de Bertioga.
Só de imaginar que 550 anos atrás a praia do Góis foi habitada por portugueses o passeio já se torna muito mais interessante pois é possível caminhar pelas trilhas que os próprios portugueses fizeram para que assim eles tivessem acesso à Fortaleza da Barra.
O passeio é aconselhado a pessoas que realmente curtam ecoturismo, que curtam fazer trilhas ou até mesmo aproveitar o que a natureza pode oferecer de tão belo como as plantas belíssimas e os animais (pássaros, lagartos, peixes, etc...), a pesca e o melhor de tudo, a comida excelente nos restaurantes da praia.